# Station Mieszkowice
Station Mieszkowice is een spoorwegstation in de Poolse plaats Mieszkowice.